# تجمع الذينبة (العبر)

تعديل مصدري - تعديل

تجمع الذينبة هو "تجمع بدوي" في عزلة العبر بمديرية العبر التابعة لمحافظة حضرموت، بلغ تعداد سكانها 37 نسمة حسب تعداد اليمن لعام 2004.